# Graphina
Graphina is een geslacht in de familie Graphidaceae. De typesoort is Graphina anguina.

## Soorten
Volgens Index Fungorum bevat het geslacht 233 soorten (peildatum december 2021):
| Soortnaam                 | Auteur(s)                               | Publicatiejaar |
| ------------------------- | --------------------------------------- | -------------- |
| Graphina abaphoides       | (Nyl.) Müll. Arg.                       | 1895           |
| Graphina abstracta        | Kremp. ex Müll. Arg.                    | 1885           |
| Graphina acromelaena      | Müll. Arg.                              | 1893           |
| Graphina acrophaea        | Müll. Arg.                              | 1895           |
| Graphina acuminata        | (Vain.) Zahlbr.                         | 1923           |
| Graphina adtenuans        | (Nyl.) Zahlbr.                          | 1923           |
| Graphina aethiopica       | Müll. Arg.                              | 1885           |
| Graphina affinissima      | (Nyl.) Zahlbr.                          | 1923           |
| Graphina aibonitensis     | Fink                                    | 1927           |
| Graphina alba             | Müll. Arg.                              | 1895           |
| Graphina albidolivens     | (Vain.) Zahlbr.                         | 1923           |
| Graphina albonotata       | (Nyl.) C.W. Dodge                       | 1964           |
| Graphina albosporella     | Müll. Arg.                              | 1887           |
| Graphina albostriata      | (Vain.) Zahlbr.                         | 1923           |
| Graphina ambrizensis      | (Vain.) Zahlbr.                         | 1923           |
| Graphina anguina          | (Mont.) Müll. Arg.                      | 1882           |
| Graphina antillarum       | (Vain.) Zahlbr.                         | 1923           |
| Graphina arthothelioides  | C.W. Dodge                              | 1953           |
| Graphina atractospora     | Redinger                                | 1934           |
| Graphina austenensis      | A.W. Archer                             | 2002           |
| Graphina awasthii         | Dharne & Roych.                         | 1969           |
| Graphina babingtonii      | (Mont.) Zahlbr.                         | 1927           |
| Graphina bakeri           | Zahlbr.                                 | 1904           |
| Graphina balfourii        | Müll. Arg.                              | 1882           |
| Graphina bilabiata        | (Nyl.) Zahlbr.                          | 1923           |
| Graphina borneoensis      | Räsänen                                 | 1949           |
| Graphina boschiana        | Müll. Arg.                              | 1882           |
| Graphina bothynocarpa     | Redinger                                | 1935           |
| Graphina brachyspora      | Müll. Arg.                              | 1883           |
| Graphina brunnthaleri     | Zahlbr.                                 | 1926           |
| Graphina bylii            | (Vain.) Zahlbr.                         | 1932           |
| Graphina byrsonimae       | Redinger                                | 1935           |
| Graphina caesio-olivacea  | Müll. Arg.                              | 1893           |
| Graphina canaliculata     | (Fée) Müll. Arg.                        | 1887           |
| Graphina carbocarpa       | Redinger                                | 1934           |
| Graphina carneoviridis    | M. Wirth & Hale                         | 1978           |
| Graphina castanocarpa     | A.W. Archer                             | 2003           |
| Graphina chlamydospora    | Redinger                                | 1934           |
| Graphina chlorocarpa      | (Fée) Müll. Arg.                        | 1887           |
| Graphina chloroleuca      | Müll. Arg.                              | 1880           |
| Graphina chondroplaca     | Redinger                                | 1934           |
| Graphina cinerea          | Fink                                    | 1927           |
| Graphina cinereoalba      | (Vain.) Zahlbr.                         | 1923           |
| Graphina cladophora       | (Vain.) Zahlbr.                         | 1923           |
| Graphina collatinensis    | Redinger                                | 1933           |
| Graphina colliculosa      | (Mont.) Hale                            | 1976           |
| Graphina collospora       | (Vain.) Zahlbr.                         | 1923           |
| Graphina collosporella    | (Vain.) Zahlbr.                         | 1932           |
| Graphina columbiana       | (Nyl.) Müll. Arg.                       | 1880           |
| Graphina componens        | (Nyl.) Zahlbr.                          | 1923           |
| Graphina conferta         | A.W. Archer                             | 2003           |
| Graphina consimilis       | (Vain.) Zahlbr.                         | 1923           |
| Graphina copelandii       | (Vain.) Zahlbr.                         | 1923           |
| Graphina corcovadensis    | Redinger                                | 1934           |
| Graphina cupressina       | G. Merr. ex Zahlbr. & Redinger          | 1934           |
| Graphina cupulicarpa      | Redinger                                | 1934           |
| Graphina curta            | (Fée) Müll. Arg.                        | 1887           |
| Graphina cymbegrapha      | (Leight.) Zahlbr.                       | 1932           |
| Graphina dehiscens        | (Vain.) Redinger                        | 1933           |
| Graphina deightonii       | C.W. Dodge                              | 1953           |
| Graphina depressa         | (Trevis.) Zahlbr.                       | 1923           |
| Graphina deserpens        | (Vain.) Zahlbr.                         | 1923           |
| Graphina dimidiata        | (Vain.) Zahlbr.                         | 1923           |
| Graphina diorygmatoides   | (Vain.) Zahlbr.                         | 1923           |
| Graphina diplocheila      | (Vain.) Zahlbr.                         | 1923           |
| Graphina disserpens       | (Nyl.) Müll. Arg.                       | 1880           |
| Graphina elongatoradians  | Fink                                    | 1927           |
| Graphina endoschiza       | Müll. Arg.                              | 1888           |
| Graphina ernstiana        | Müll. Arg.                              | 1880           |
| Graphina erubescens       | (Kremp.) Zahlbr.                        | 1923           |
| Graphina exsolvens        | (Vain.) Zahlbr.                         | 1932           |
| Graphina extricata        | (Vain.) Zahlbr.                         | 1923           |
| Graphina fasciata         | (Eschw.) Müll. Arg.                     | 1888           |
| Graphina fecunda          | Zahlbr.                                 | 1928           |
| Graphina filiformis       | Zahlbr.                                 | 1933           |
| Graphina fissofurcata     | (Leight.) Müll. Arg.                    | 1882           |
| Graphina fissurinoidea    | (Nyl.) Zahlbr.                          | 1923           |
| Graphina flexuosa         | (Fée) Müll. Arg.                        | 1885           |
| Graphina fruticicola      | (Vain.) Zahlbr.                         | 1923           |
| Graphina glaucoderma      | (Nyl.) Müll. Arg.                       | 1895           |
| Graphina glaucorufa       | (Vain.) Zahlbr.                         | 1923           |
| Graphina gracilescens     | (Vain.) Zahlbr.                         | 1923           |
| Graphina gracilis         | (Fr.) Müll. Arg.                        | 1887           |
| Graphina gracillima       | (Kremp.) Müll. Arg.                     | 1888           |
| Graphina hemisphaerica    | (Vain.) Zahlbr.                         | 1923           |
| Graphina heteroplaca      | Müll. Arg.                              | 1895           |
| Graphina heteroplacoides  | Redinger                                | 1934           |
| Graphina heterospora      | J. Steiner                              | 1897           |
| Graphina hiascens         | (Fée) Müll. Arg.                        | 1887           |
| Graphina hololeucoides    | (Nyl.) Müll. Arg.                       | 1882           |
| Graphina homographa       | (Nyl.) Zahlbr.                          | 1923           |
| Graphina hordeiformis     | (Fée) Zahlbr.                           | 1923           |
| Graphina incondita        | (Nyl.) Zahlbr.                          | 1923           |
| Graphina incrustans       | (Fée) Müll. Arg.                        | 1887           |
| Graphina indica           | D.D. Awasthi & S.R. Singh               | 1977           |
| Graphina indita           | (Vain.) Zahlbr.                         | 1923           |
| Graphina innata           | Redinger                                | 1934           |
| Graphina insculpta        | (Eschw.) Müll. Arg.                     | 1888           |
| Graphina insignis         | (Vain.) Zahlbr.                         | 1923           |
| Graphina instabilis       | (Nyl.) Zahlbr.                          | 1923           |
| Graphina intermedians     | (Vain.) Zahlbr.                         | 1923           |
| Graphina interstes        | Müll. Arg.                              | 1894           |
| Graphina intertexta       | (Müll. Arg.) R.C. Harris                | 1990           |
| Graphina intricata        | (Eschw.) Müll. Arg.                     | 1888           |
| Graphina irosina          | (Vain.) Zahlbr.                         | 1923           |
| Graphina laevigata        | (Müll. Arg.) A.W. Archer                | 1999           |
| Graphina lapidicola       | (Fée) Müll. Arg.                        | 1885           |
| Graphina lecideicarpa     | Zahlbr.                                 | 1927           |
| Graphina leucocarpoides   | (Nyl.) Zahlbr.                          | 1923           |
| Graphina leucographa      | (Nyl.) Müll. Arg.                       |                |
| Graphina leucolyta        | (Nyl.) Zahlbr.                          | 1923           |
| Graphina leuconephela     | (Nyl.) Zahlbr.                          | 1923           |
| Graphina lorentzii        | Müll. Arg.                              | 1889           |
| Graphina luridoolivacea   | Fink                                    | 1927           |
| Graphina lutescens        | Müll. Arg.                              | 1880           |
| Graphina macgregorii      | (Vain.) Zahlbr.                         | 1923           |
| Graphina macrospora       | (Kremp.) Müll. Arg.                     | 1888           |
| Graphina malmei           | Redinger                                | 1934           |
| Graphina maravalensis     | (Vain.) Zahlbr.                         | 1932           |
| Graphina marcescens       | (Fée) Müll. Arg.                        | 1887           |
| Graphina massalongoi      | Zahlbr.                                 | 1923           |
| Graphina melaleuca        | Müll. Arg.                              | 1895           |
| Graphina mendacior        | Müll. Arg.                              | 1892           |
| Graphina microspora       | Redinger                                | 1934           |
| Graphina monospora        | (C. Knight) Müll. Arg.                  | 1894           |
| Graphina multisepta       | (Harm.) Zahlbr.                         | 1932           |
| Graphina nanodes          | (Vain.) Zahlbr.                         | 1923           |
| Graphina neocaledonica    | B. de Lesd.                             | 1910           |
| Graphina nitidescens      | (Nyl.) Riddle                           | 1918           |
| Graphina nitidescentoides | Fink                                    | 1927           |
| Graphina notha            | Müll. Arg.                              | 1888           |
| Graphina novae-zealandiae | (C. Knight) G.C. Hayw.                  | 1977           |
| Graphina nylanderi        | Patw. & C.R. Kulk.                      | 1979           |
| Graphina nylanderiana     | Zahlbr.                                 | 1927           |
| Graphina obtecta          | (Nyl.) Müll. Arg.                       | 1880           |
| Graphina obtectula        | Müll. Arg.                              | 1894           |
| Graphina obtrita          | (Fée) Müll. Arg.                        | 1887           |
| Graphina obuncula         | (Kremp.) Müll. Arg.                     | 1889           |
| Graphina oligospora       | (Müll. Arg.) D.D. Awasthi & Kr.P. Singh | 1973           |
| Graphina olivaceoalbida   | Fink                                    | 1927           |
| Graphina olivaceobrunea   | Fink                                    | 1927           |
| Graphina olivascens       | Zahlbr.                                 | 1930           |
| Graphina olivascens       | Zahlbr.                                 | 1933           |
| Graphina orientalis       | (Vain.) Zahlbr.                         | 1923           |
| Graphina ostreata         | C.W. Dodge                              | 1964           |
| Graphina pachygraphiza    | (Vain.) Zahlbr.                         | 1923           |
| Graphina pachypleura      | Müll. Arg.                              | 1895           |
| Graphina pallida          | (Fée) Müll. Arg.                        | 1880           |
| Graphina palmeri          | Zahlbr.                                 | 1921           |
| Graphina palmicola        | Müll. Arg.                              | 1887           |
| Graphina parilis          | (Kremp.) Müll. Arg.                     | 1893           |
| Graphina particeps        | (Nyl.) Müll. Arg.                       | 1882           |
| Graphina parvispora       | C.W. Dodge                              | 1964           |
| Graphina pauaiensis       | (Vain.) Zahlbr.                         | 1923           |
| Graphina pauciloculata    | Coppins & P. James                      | 1978           |
| Graphina pelletieri       | (Fée) Müll. Arg.                        | 1887           |
| Graphina peralbata        | (Vain.) Zahlbr.                         | 1923           |
| Graphina peralbida        | (Nyl.) Zahlbr.                          | 1923           |
| Graphina pergracilis      | Zahlbr.                                 | 1932           |
| Graphina perstriatula     | (Nyl.) Zahlbr.                          | 1923           |
| Graphina pervarians       | (Nyl.) Müll. Arg.                       | 1893           |
| Graphina petrophila       | Zahlbr.                                 | 1933           |
| Graphina philippina       | (Vain.) Zahlbr.                         | 1923           |
| Graphina platycarpa       | (Eschw.) Zahlbr.                        | 1902           |
| Graphina platycarpa       | Fink                                    | 1927           |
| Graphina platycarpina     | Zahlbr.                                 | 1932           |
| Graphina platycarpoides   | (Vain.) Zahlbr.                         | 1923           |
| Graphina platygrapta      | Müll. Arg.                              | 1888           |
| Graphina plittii          | Zahlbr.                                 | 1928           |
| Graphina plumbicolor      | Zahlbr.                                 | 1933           |
| Graphina polycarpa        | Müll. Arg.                              | 1887           |
| Graphina polyclades       | (Kremp.) Müll. Arg.                     | 1882           |
| Graphina pringlei         | Zahlbr.                                 | 1921           |
| Graphina pseudoanaloga    | (Vain.) Zahlbr.                         | 1923           |
| Graphina pseudosophistica | (Vain.) Müll. Arg.                      | 1923           |
| Graphina pyrenuloides     | Müll. Arg.                              | 1894           |
| Graphina pyrrhocheila     | (Mont. & Bosch) Zahlbr.                 | 1923           |
| Graphina radaccensis      | (G. Mey.) Zahlbr.                       | 1923           |
| Graphina renschiana       | Müll. Arg.                              | 1885           |
| Graphina repleta          | (Stirt.) Shirley                        | 1889           |
| Graphina reticulata       | (Fée) Müll. Arg.                        | 1880           |
| Graphina revelatula       | (Vain.) Zahlbr.                         | 1923           |
| Graphina rhabdocarpa      | Müll. Arg.                              | 1895           |
| Graphina rimulosa         | Redinger                                | 1934           |
| Graphina robusta          | Müll. Arg.                              | 1891           |
| Graphina roridula         | Zahlbr.                                 | 1930           |
| Graphina rubens           | Müll. Arg.                              | 1882           |
| Graphina rudescens        | (Nyl.) Zahlbr.                          | 1923           |
| Graphina rugulosa         | (Fée) Müll. Arg.                        | 1887           |
| Graphina samalensis       | (Vain.) Zahlbr.                         | 1923           |
| Graphina samoana          | Zahlbr.                                 | 1907           |
| Graphina scalpturata      | (Ach.) Müll. Arg.                       | 1880           |
| Graphina schubertii       | (Fr.) Müll. Arg.                        | 1887           |
| Graphina siamensis        | (Vain.) Zahlbr.                         | 1923           |
| Graphina sierraleonensis  | C.W. Dodge                              | 1964           |
| Graphina sierralonensis   | C.W. Dodge                              | 1964           |
| Graphina simplex          | (Vain.) Zahlbr.                         | 1923           |
| Graphina sophistica       | (Nyl.) Müll. Arg.                       | 1880           |
| Graphina sophisticascens  | (Nyl.) Zahlbr.                          | 1923           |
| Graphina sophisticella    | Müll. Arg.                              | 1893           |
| Graphina sorediella       | Müll. Arg.                              | 1880           |
| Graphina straminea        | (Vain.) Zahlbr.                         | 1923           |
| Graphina streblocarpa     | (Bél.) Müll. Arg.                       | 1882           |
| Graphina subanguinea      | (Kremp.) Zahlbr.                        | 1927           |
| Graphina subcrispa        | Horik. & M. Nakan.                      | 1967           |
| Graphina subducta         | (Vain.) Zahlbr.                         | 1923           |
| Graphina subintricata     | (Kremp.) D.D. Awasthi                   | 1991           |
| Graphina subnitida        | (Nyl.) Zahlbr.                          | 1923           |
| Graphina subobtecta       | (Nyl.) Zahlbr.                          | 1923           |
| Graphina subpulicaris     | Zahlbr.                                 | 1933           |
| Graphina subserpentina    | (Nyl.) Müll. Arg.                       | 1894           |
| Graphina subtartarea      | Müll. Arg.                              | 1887           |
| Graphina subvestita       | (Vain.) Aptroot                         | 2002           |
| Graphina subvirginalis    | (Nyl.) Müll. Arg.                       | 1895           |
| Graphina sulcata          | Fink                                    | 1927           |
| Graphina sulcatula        | Müll. Arg.                              | 1888           |
| Graphina symplecta        | (Nyl.) Müll. Arg.                       | 1880           |
| Graphina symplocorum      | Zahlbr.                                 | 1926           |
| Graphina taiwanensis      | J.C. Wei                                | 1991           |
| Graphina tectigera        | (Eschw.) Müll. Arg.                     | 1888           |
| Graphina tetraphora       | (Nyl.) Zahlbr.                          | 1923           |
| Graphina tjibodensis      | Zahlbr.                                 | 1928           |
| Graphina triangularis     | Zahlbr.                                 | 1921           |
| Graphina tricolorata      | Redinger                                | 1934           |
| Graphina tuberculifera    | Müll. Arg.                              | 1895           |
| Graphina ulcerata         | (Vain.) Zahlbr.                         | 1923           |
| Graphina valvulascens     | (Fée) Müll. Arg.                        | 1887           |
| Graphina vermicularis     | (Vain.) Zahlbr.                         | 1923           |
| Graphina vermiculus       | (Fée) Müll. Arg.                        | 1893           |
| Graphina verruculifera    | Kr.P. Singh & G.P. Sinha                | 1994           |
| Graphina verruculina      | Zahlbr.                                 | 1930           |
| Graphina virginalis       | (Tuck.) Müll. Arg.                      | 1895           |
| Graphina virginea         | (Eschw.) Müll. Arg.                     | 1880           |